# Nederweert
Nederweert – gmina w Holandii, w prowincji Limburgia.

## Miejscowości
Leveroy, Nederweert, Nederweert-Eind, Ospel, Ospeldijk.